# Аманітаракіде
Аманітаракіде (д/н — бл. 90) — цар (коре) Куша в 80—90 роках.

## Життєпис
Походження його достеменно невідоме. Його ім'я записано мероїтським шрифтом на фрагменті жертовної таблички, знайдено в піраміді № 16. На якій названі його батьки — Пісакар (Піскар) та Менхедока. Можливо мати була донькою або сестрою Шеракарар. Разом з тим за часів Аманітаракіде його батько пісакар значиться як цар. Але можливо виконував обов'язки регента чи той назвав пісакара царем посмертно.
З огляду на складність перекладу мероїтської писемності також висловлюється думка, що Аманітаракіде була царицею і донькою Пісакара, а можливо одночасно й дружиною.
За більшістю відомостей панування Аманітаракіде тривала близько 10 років, помер (ла) через 2 роки після Пісакара. Поховання цього володаря відносять до піраміди №16 в Мерое. До влади прийшов Аманітенмеміде.